# 28808 Ananthnarayan
28808 Ananthnarayan è un asteroide della fascia principale. Scoperto nel 2000, presenta un'orbita caratterizzata da un semiasse maggiore pari a 2,6018074 UA e da un'eccentricità di 0,0570664, inclinata di 4,26928° rispetto all'eclittica.